# Commission nationale de la concurrence
La Commission nationale de la concurrence (en espagnol : Comisión Nacional de la Competencia, CNC) est l'autorité indépendante espagnole chargée de veiller entre 2007 et 2013 au respect des principes de la concurrence et de la lutte contre les pratiques anticoncurrentielles.
Elle est créée par la loi 15/2007 relative à la protection de la concurrence (en espagnol : Ley de Defensa de la Competencia, parfois dite « LDC »). Elle succède ainsi le 1er septembre 2007 au Tribunal de protection de la concurrence (TDC).
Elle disparaît le 7 octobre 2013, au profit de la Commission nationale des marchés et de la concurrence (CNMC), qui réunit six instances de régulation.